# Ragnall
Ragnall est un village et une ancienne paroisse civile anglais situé dans le comté du Nottinghamshire. En 2001, sa population était de 102 habitants. Il est situé au bord de la route A57 à un mile à l'ouest de la Trent.

## Source de la traduction
- (en) Cet article est partiellement ou en totalité issu de l’article de Wikipédia en anglais intitulé « Ragnall » (voir la liste des auteurs).